# Xã Garfield, Quận Custer, Nebraska
Xã Garfield (tiếng Anh: Garfield Township) là một xã thuộc quận Custer, tiểu bang Nebraska, Hoa Kỳ. Năm 2010, dân số của xã này là 117 người.